# Henk Vermetten
Hendrik „Henk” Arnoldus Vermetten (ur. 19 sierpnia 1895 w Rotterdamie, zm. 7 sierpnia 1964 w Scheveningen) – piłkarz holenderski grający na pozycji obrońcy. W swojej karierze rozegrał 6 meczów w reprezentacji Holandii.

## Kariera klubowa
Całą swoją karierę piłkarską Vermetten spędził w klubie HBS Craeyenhout. Zadebiutował w nim w 1921 roku i grał w nim do 1935 roku. W sezonie 1924/1925 wywalczył z HBS mistrzostwo Holandii.

## Kariera reprezentacyjna
W reprezentacji Holandii Vermetten zadebiutował 8 czerwca 1924 w zremisowanym 1:1 meczu igrzysk olimpijskich w Paryżu ze Szwecją. Od 1924 do 1930 roku rozegrał w kadrze narodowej 6 meczów.